# Lophopagurus eltaninae
Lophopagurus eltaninae är en kräftdjursart som först beskrevs av McLaughlin och Gunn 1992.  Lophopagurus eltaninae ingår i släktet Lophopagurus och familjen eremitkräftor. Inga underarter finns listade i Catalogue of Life.